# Caridina demani
Caridina demani е вид десетоного от семейство Atyidae. Видът не е застрашен от изчезване.

## Разпространение и местообитание
Разпространен е в Индонезия и Папуа Нова Гвинея.
Обитава крайбрежията на сладководни басейни, реки и потоци.